# Шерегеш (горнолыжный курорт)
Шерегеш — горнолыжный курорт, расположенный в 5 км от одноимённого посёлка в Кемеровской области.

## Характеристика курорта
Горнолыжный комплекс открыт в 1981 году и был построен с целью проведения зимней Спартакиады народов РСФСР. С начала 2000-х годов Шерегеш известен как горнолыжный курорт и непрерывно развивается. За это время количество туристов, посещающих Шерегеш, увеличилось с 30 тысяч в год до 980 тысяч в год. Трассы расположены на склонах горы Зелёная, у подножия которой расположено около 50 гостиниц, отелей, шале. Горнолыжный сезон длится с ноября по май.
Характеристика трасс (горные лыжи, сноуборд):
- Длина — 700, 2000, 2300, 2500, 3200, 3500, 3600 и 3900 м.
- Ширина — 50-200 м.
- Перепад высот — 300—680 м.
- Высшая точка — 1570 м над уровнем моря.

Зона катания образована из четырёх вершин — горы Мустаг, Зелёная, Курган и Утуя. Гора делится на 3 сектора — сектор A и сектор E, Южный сектор («Malca», бывший «Скайвей»).
На 2024 год на склонах работают 22 подъёмника различных типов: бугельные, кресельные, гондольные.
В плане горнолыжного спорта Шерегеш известен большим количеством снега и катанием вне трасс. Толщина снежного покрова местами достигает 4 метров.
Начало сезона приходится на ноябрь, завершается сезон в мае.
Ближайший аэропорт — Спиченково.
Посещаемость
- 2000 год — 22 тыс. человек
- 2002 год — 42 тыс. человек
- 2006 год — 120 тыс. человек
- 2009 год — 250 тыс. человек
- 2013 год — 700 тыс. человек

К 2014 году число посетителей курорта превысило 1 миллион человек.

### Климат
Типичный резко континентальный климат. Зима продолжительная и суровая, лето короткое и жаркое.
| Показатель                     | Янв. | Фев. | Март | Апр. | Май | Июнь | Июль | Авг. | Сен. | Окт. | Нояб. | Дек. | Год |
| ------------------------------ | ---- | ---- | ---- | ---- | --- | ---- | ---- | ---- | ---- | ---- | ----- | ---- | --- |
| Средний суточный максимум, °C  | −17  | −15  | −10  | −1   | 5   | 15   | 16   | 14   | 5    | −5   | −10   | −15  | −2  |
| Средний суточный минимум, °C   | −25  | −25  | −18  | −10  | −2  | 5    | 7    | 4    | 1    | −8   | −18   | −23  | −9  |
| Норма осадков, мм              | 1200 | 2600 | 430  | 11-  | 670 |      |      |      |      |      |       |      |     |
| Источник: Туристический портал |      |      |      |      |     |      |      |      |      |      |       |      |     |

## История развития курорта
В 1970х—1980-х из Новосибирска и Новокузнецка ходили специальные туристические поезда.
В 1981 году в Шерегеше прошла зимняя Спартакиада народов РСФСР.
До 1991 года на территории Шерегеша располагались горнорудные предприятия Кузнецкого металлургического комбината. Рядом находились базы отдыха. Каждую неделю специальные туристические поезда доставляли туристов на базы отдыха. В посёлке также находились исправительно-трудовые учреждения.
С 1989 года начинается дальнейшее развитие Шерегеша как курорта — строятся новые горнолыжные трассы, появляются корпуса санаториев, домов отдыха, однако некоторые отдыхающие также проживают в квартирах. К 2003 году была построена автомобильная дорога Новокузнецк — Кузедеево — Таштагол. В 2010 году была построена дорога Чугунаш — Шерегеш.
Проходят различные соревнования горнолыжников как российского, так и общемирового уровня.
В ноябре 2015 года подъёмники объединены в единый скипасс.

## Интересные факты
- За зимний сезон 2022—2023 гг. в Шерегеше побывало около 2,3 млн россиян.[3]
- 11 марта 2017 года в Шерегеше в секторе Е прошел зимний этап всероссийского забега с препятствиями «Гонка Героев».[4]
- Шерегеш занимает 4-е место по популярности отдыха на горнолыжных курортах в праздничные выходные на День защитника Отечества.[5]
- Территория курорта входит СЭЗ «Горная Шория»[6]

## Сектора курорта Шерегеш
Курорт разделен на следующие Сектора
- A — граничит на востоке с C . Ручей Шалым (Мустаг). Сложные трассы
- B — граничит на западе с A , на севере с D , на востоке с C . Новый Шерегеш. Легкие трассы.
- C — граничит на западе с . Северная и Южная вершины Мустага.
- D — граничит на юге с B. Истоки Мундыбаша и Тельбеса
- E — гора Утуя. Сложные трассы.
- F — расположение отелей